# Церковь Иоанна Предтечи (Лютенька)
Церковь Иоанна Предтечи - деревянный храм который существовал на территории села Лютенька с 1765 до 1930-х годов. 

## История.
Деревянная церковь во имя Иоанна Предтечи церковь в сотенному селе Лютенька, Гадячского полка была построена 1765р. с разрешения киевского митрополита Гавриила Банулеско-Бодони . 
1860 церковь была перестроена, 1884 поставлена на каменный цоколь, тогда же к ней пристроена деревянная колокольня. Находилась на кладбище. Принадлежала к обществу Николаевской церкви села Лютенька. В 1902 владела 3 дес. земли под погостом. 
Разрушена советской властью в 1930-х годах.